# Аврамчук Іванна Іванівна
Іва́нна Іва́нівна Аврамчу́к (17 квітня 1998) — українська легкоатлетка. Спеціалізується в бігу з перешкодами.

## Життєпис
Народилась 1998 року. Навчалася в Київській обласній школі вищої спортивної майстерності. На Чемпіонаті Європи з легкої атлетики серед юніорів 2017 здобула бронзову нагороду в естафеті 4х400 метрів — вона та Олександра Сидор, Альона Гордієнко й Ксенія Карандюк.
Чемпіонат України з легкої атлетики в приміщенні 2014 — бронза на дистанції 4х400 метрів; представляла Київську область — вона та Альона Маротчак, Катерина Балясникова та Ксенія Карандюк.
Чемпіонат України з легкої атлетики 2017 — бронза на 4х400 метрів; представляла Київську область; вона та Олександра Сидор, Альона Гордієнко, Ксенія Карандюк. Юніорський чемпіонат Європи з естафети-2017 — чемпіонки на дистанції 4х400 метрів — вона та Джойс Коба, Ірина Марчак і Анастасія Бризгіна.
Чемпіонат України з легкої атлетики в приміщенні 2018 — бронза на 4х400 метрів — команда Київської області; вона та Олександра Сидор, Анастасія Ковальова і Юлія Мороз. Чемпіонат України з легкої атлетики серед молоді 2018 — срібна нагорода, 400 метрів.
Чемпіонат України з легкої атлетики в приміщенні 2021 — бронза 4х400 метрів — команда Києва; Марія Мокрова, Іванна Аврамчук, Владислава Шевченко та Наталія Пироженко-Чорномаз. Чемпіонат України з легкої атлетики 2021 — дистанція 4х100 метрів; золота нагорода (команда Києва) — Марія Мокрова, Іванна Аврамчук, Наталія Юрчук та Ганна Чубковцова.
Також Іванна працює тренеркою з легкої атлетики.